# Línea Vicálvaro-Vicálvaro Clasificación
La línea Vicálvaro-Vicálvaro Clasificación es un ramal de 2,1 kilómetros de longitud que pertenece a la red ferroviaria española y discurre por la Comunidad Autónoma de Madrid. Se trata de una línea de ancho ibérico (1668 mm), electrificada a 3 KV y de vía única. La particularidad de este ramal es que permite la conexión de la estación de Vicálvaro-Clasificación con la línea Atocha-San Fernando y los enlaces del sur de Madrid a través de la bifurcación que se encuentra en la estación de Vicálvaro. Siguiendo la catalogación de Adif, es la «línea 944».